# Kuehneosuchus
Kuehneosuchus is een geslacht van uitgestorven kuehneosauride reptielen, dat leefde in het Laat-Trias (Norien) in het zuidwesten van Engeland. 

## Naamgeving
Het geslacht werd in 1967 benoemd door Pamela Lamplugh Robinson. Het type en de enige soort is Kuehhneosuchus latissimus. De geslachtsnaam eert Walter Georg Kühne en verbindt diens naam met een Grieks souchos, de naam voor de Egyptische krokodillengod. Dit wilde niet uitdrukken dat het om een krokodil ging; het fungeerde als alternatief voor saurus. De soortaanduiding betekent "de zeer brede", een verwijzing naar de brede ribben.
Het is bekend van het holotype NHMUK PV R 6111, een reeks bij elkaar gevonden wervels en ribben. Het holotype werd gevonden in de Batscombe quarry, bij Cheddar in Somerset, in een laag van de Keuperformatie.

## Beschrijving
Dit basale reptiel bezat zeer lange, onbeweeglijke ribben met een vleugelspanwijdte van dertig centimeter, die met elkaar verbonden waren door een permanent vlies, dat dienst deed als een vlieghuid.
De geslachten Kuehnosaurus en Kuehnosuchus lijken erg op elkaar en kunnen voornamelijk van elkaar worden onderscheiden door de lengte van hun gevleugelde ribben, relatief kort en massief bij Kuehneosaurus maar tot vier keer langer en gracieler bij Kuehneosuchus. De schedel en de belangrijkste postcraniale botten zijn echter vijwel identiek bij beide taxa, evenals hun geologische leeftijd en horizon. Volgens aerodynamische studies was Kuehneosuchus, net als Kuehneosaurus, die een soort van hetzelfde geslacht kan zijn of een andere seksuele vorm kan vertegenwoordigen, waarschijnlijk een zwever.

## Fylogenie
Kuehnosuchus is een afgeleide kuehneosauriër, het nauwst verwant aan Kuehneosaurus.

## Levenswijze
Kuehneosuchus voedde zich waarschijnlijk met insecten en leefde in open bosgebieden.